# 1922 w polityce

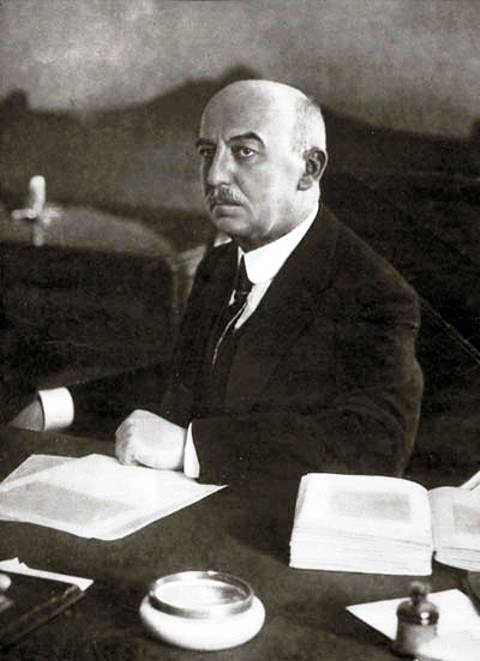
Gabriel Narutowicz, pierwszy prezydent Polski

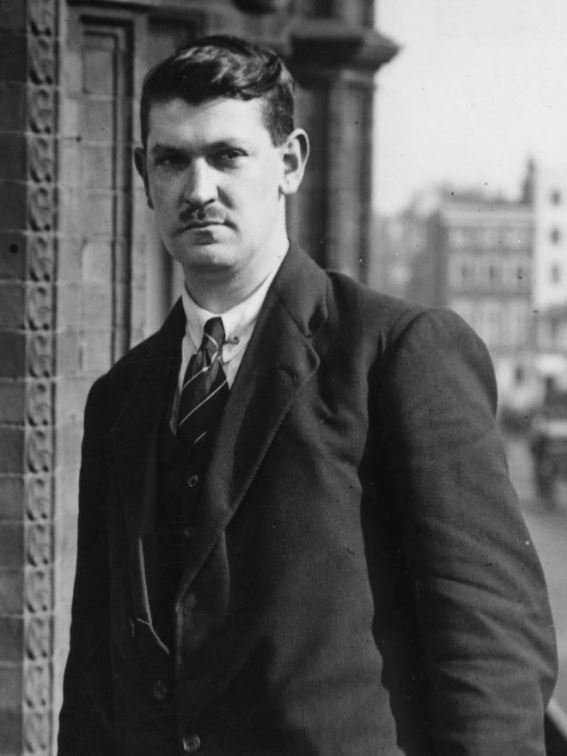
Michael Collins

Wydarzenia polityczne w 1922 roku.

## Styczeń
- 7 stycznia – irlandzki parlament usankcjonował podział Irlandii na Wolne Państwo Irlandzkie i Irlandię Północną[1].
- 22 stycznia – zmarł papież Benedykt XV[2].

## Luty
- 19 lutego – urodził się Władysław Bartoszewski, minister spraw zagranicznych[3].

## Kwiecień
- 1 kwietnia – zmarł Karol I Habsburg, władca Austro-Węgier[4].
- 16 kwietnia – w Rapallo Niemcy i Rosyjska Federacyjna Socjalistyczna Republika Radziecka podpisały układ[1].

## Czerwiec
- 22 czerwca – w wyniku gwałtownych zamieszek w Ulsterze wybuchła wojna domowa w Irlandii[1].
- 24 czerwca – w zamachu zginął niemiecki minister spraw zagranicznych Walther Rathenau. W odpowiedzi na zamach rząd Niemiec wprowadził ustawę o ochronie republiki, a niektóre kraje związkowe (np. Badenia, Prusy, Turyngia) zdelegalizowały NSDAP[1].
- 26 czerwca – zmarł Albert I Grimaldi, książę Monako[5].

## Sierpień
- 22 sierpnia – zmarł Michael Collins, irlandzki przywódca, założyciel IRA[6].
- 26 sierpnia – z rozkazu Mustafy Kemala Paszy armia turecka podjęła ofensywę, która miała na celu wyparcie Greków z Azji Mniejszej[1].

## Wrzesień
- statek filozofów – deportacja intelektualistów z Rosji Radzieckiej

## Październik
- 29 października – Wiktor Emanuel III zaproponował Benito Mussoliniemu stanowisko premiera[1].
- 30 października – Benito Mussolini oraz oddziały faszystowskie wkroczyły do Rzymu[1].

## Listopad
- 5 listopada – odbyły się wybory do sejmu I kadencji[7].
- 12 listopada – odbyły się wybory do senatu I kadencji[7].

## Grudzień
- 9 grudnia – Gabriel Narutowicz został pierwszym prezydentem Polski[7].
- 10 grudnia – Pokojową Nagrodę Nobla otrzymał Fridtjof Nansen[1].
- 16 grudnia – miał miejsce Zamach na prezydenta Gabriela Narutowicza[8]. Sprawca, Eligiusz Niewiadomski, zostaje ujęty na gorącym uczynku[9].
- 20 grudnia – Stanisław Wojciechowski został nowym prezydentem Polski[7].
- 30 grudnia – w Moskwie ustanowiono Związek Socjalistycznych Republik Radzieckich[1].